# Phalacrocorax
Phalacrocorax és un gènere d'ocells de la família dels falacrocoràcids (Phalacrocoracidae). Alguns autors han considerat que aquest gènere abraça tots els corbs marins, però altres els han separat fins en tres, afegint Microcarbo i Leucocarbo.

El gènere Phalacrocorax agrupa les espècies amb més grandària de la família. En general són de colors foscos, bruns o negres, però també hi ha espècies amb zones blanques, o encara moderadament acolorides.

## Taxonomia
Aquest gènere està format per 30 espècies, incloent les que altres inclouen el gènere Leucocarbo:
- Corb marí emplomallat (Phalacrocorax aristotelis).
- Corb marí imperial (Phalacrocorax atriceps).
- Corb marí orellut (Phalacrocorax auritus).
- Corb marí guaner (Phalacrocorax bougainvilliorum).
- Corb marí neotropical (Phalacrocorax brasilianus).
- Corb marí de l'illa de Campbell (Phalacrocorax campbelli).
- Corb marí del Cap (Phalacrocorax capensis).
- Corb marí del Japó (Phalacrocorax capillatus).
- Corb marí gros (Phalacrocorax carbo).
- Corb marí carunculat (Phalacrocorax carunculatus).
- Corb marí de l'illa de Stewart (Phalacrocorax chalconotus).
- Corb marí de les Auckland (Phalacrocorax colensoi).
- Corb marí de Featherston (Phalacrocorax featherstoni).
- Corb marí de Tasmània (Phalacrocorax fuscescens).
- Corb marí de l'Índia (Phalacrocorax fuscicollis).
- Corb marí cama-roig (Phalacrocorax gaimardi).
- Corb marí de les Galápagos (Phalacrocorax harrisi).
- Corb marí de Magallanes (Phalacrocorax magellanicus).
- Corb marí ullgroc (Phalacrocorax neglectus).
- Corb marí de Socotra (Phalacrocorax nigrogularis).
- Corb marí de les Chatham (Phalacrocorax onslowi).
- Corb marí pelàgic (Phalacrocorax pelagicus).
- Corb marí de Brandt (Phalacrocorax penicillatus).
- Corb marí pigallat (Phalacrocorax punctatus).
- Corb marí de Macquarie (Phalacrocorax purpurascens).
- Corb marí de les Bounty (Phalacrocorax ranfurlyi).
- Corb marí negre (Phalacrocorax sulcirostris).
- Corb marí de màscara roja (Phalacrocorax urile).
- Corb marí de barbeta roja (Phalacrocorax varius).
- Corb marí de les Kerguelen (Phalacrocorax verrucosus).

Al segle xix es va extingir el corb marí d'ulleres (Phalacrocorax perspicillatus).